# Sonic the Hedgehog 3
Sonic the Hedgehog 3 (ソニック·ザ·ヘッジホッグ3, Sonikku za Hejjihoggu Suri) é um jogo de vídeo game, desenvolvido pela Sonic Team  e publicado pela Sega para o Mega Drive como parte da série Sonic the Hedgehog. Foi lançado em 02 de fevereiro de 1994. O jogo é uma sequência direta de Sonic the Hedgehog 2: nele, a estação espacial de Dr. Eggman, a Death Egg, cai nas terras de Angel Island, uma ilha flutuante, e Sonic e Tails devem segui-lo lá. Lá, o duo deve mais uma vez recuperar as Esmeraldas do Caos para parar o re-lançamento da Death Egg, e ao mesmo tempo, enfrentando o guardião da Master Emerald, Knuckles the Echidna.
O desenvolvimento do jogo começou logo após o lançamento de seu predecessor, em 1992; ele foi originalmente destinado a ser um jogo isométrico, semelhante ao que viria a ser o Sonic 3D Blast. No entanto, este conceito foi abandonado mais tarde durante o desenvolvimento pois o chip que seria utilizado para tal coisa acontecer demoraria tempo demais para ficar pronto . O jogo está intimamente ligada à sua sequencia direta Sonic & Knuckles, já que os dois títulos foram originalmente desenvolvidos como um único jogo. Devido a limitações de tempo e os custos de cartuchos, a Sega obrigou-os a serem divididos em duas partes interligadas. Alguns re-lançamentos já incluem os dois juntos como Sonic 3 & Knuckles.
Tal como aconteceu com os seus dois antecessores, o jogo foi um sucesso de crítica e comercial após o lançamento, com os críticos vendo-a como uma melhoria entre os jogos anteriores. O jogo vendeu 1,02 milhões de cópias no Mega Drive; tornando-o assim um dos jogos mais vendidos do Sega Mega Drive de todos os tempos; junto com os seus antecessores, que foram ambos fornecidos com o Mega Drive em algumas regiões, haviam vendido um total combinado de 21 milhões. Desde o seu lançamento de 1994, o jogo foi relançado em várias compilações e versões digitais para várias plataformas, incluindo a Sonic Mega Collection para o GameCube e Sonic's Ultimate Genesis Collection para o PlayStation 3 e Xbox 360.

## Enredo
Após Sonic derrotar Dr. Eggman no final de Sonic the Hedgehog 2, a sua estação espacial, a Death Egg, cai em um arquipélago flutuante místico chamado Angel Island. Quando Eggman começa a reparar a estação danificada, ele une-se a Knuckles the Echidna. Knuckles é o último membro sobrevivente de uma antiga civilização equidna que já habitaram a ilha (que mais tarde apareceria em Sonic Adventure), assim como o guardião da Esmeralda Mestra, que controla as Esmeraldas do Caos e concede a energia que faz a ilha flutuar.
Sabendo que Sonic e Tails vão tentar rastreá-lo e perceberem que ele pode usar a Esmeralda Mestra para abastecer a estação, Eggman engana Knuckles dizendo que Sonic está tentando roubar a Esmeralda do Caos. Pouco depois, Sonic e Tails em seu bimotor, o Tornado, estão em busca de Eggman. Sonic, possuindo as esmeraldas dos acontecimentos de Sonic the Hedgehog 2, se transforma em Super Sonic. Assim que chegam, Knuckles embosca o Sonic pelo subsolo e o acerta, fazendo as Esmeraldas do Caos cairem e ouriço volta a sua aparência normal. Knuckles rouba as Emeraldas e desaparece no interior. Sonic e Tails viajam através dos níveis para deter Eggman, mas eles freqüentemente se deparam com Knuckles, que dificulta o seu progresso com várias armadilhas.
Na Zona Launch Base, Sonic usa um Egg-O-Matic reserva para viajar para a Death Egg, e acaba encontrando Knuckles em uma viga. Como de costume, Knuckles tenta parar Sonic, mas é derrotado quando o relançamento da Death Egg causa um colapso na viga onde Knuckles estava, fazendo o equidna cair na água. Sonic continua a um deck sobre a Death Egg, onde ele luta e derrota a máquina Big Arm de Eggman. A Death Egg fica danificada e cai para fora da órbita, depois do qual ela explode.

## Recepção
Como seus antecessores, Sonic 3 recebeu críticas fortemente positivas após o lançamento, com uma pontuação de 89% na avaliação agregadora do GameRankings. Comentários de relançamentos posteriores foram ligeiramente menos positivos; seu lançamento para Xbox 360 tem pontuação de 78% e 79% no GameRankings e Metacritic, respectivamente. Alguns críticos, como Adam Ghiggino da PALGN, sentiram que o jogo tinha sido insuficientemente adaptado em seus relançamentos; Dan Whitehead da Eurogamer desejou que um modo co-op online fosse implementado. Frank Provo da GameSpot e Lucas M. Thomas da IGN desejaram que a Sega tivesse relançado o jogo e seu sucessor juntos como Sonic 3 & Knuckles de uma vez.
Os críticos afirmaram geralmente que Sonic 3 é o melhor jogo da série até então. Andrew Humphreys, da Hyper, que declarou não ser fã do Sonic, disse que o jogo era "sem dúvida" o melhor da série, incluindo o aclamado mas obscuro Sonic CD, embora ele admitisse ter preferido os  estágios especiais do Sonic 2 por uma pequena margem. A Sega Magazine, no entanto, afirmou que Sonic 3 tem fases especiais melhores e era não apenas superior à Sonic 2 como um todo, mas seria "um sério candidato ao prêmio de melhor jogo de plataforma". A Sega Power escreveu que apesar de seu ceticismo, eles consideraram o game como "excelente" e facilmente "o mais explorável e jogável" na série. A Electronic Gaming Monthly também comparou Sonic 3 favoravelmente em relação a Sonic 1, 2, e CD e concedeu o prêmio de "Jogo do Mês ". Mais tarde, eles classificaram o jogo como número 1 do EGM Hot 50, indicando que ele recebeu a maior pontuação média de qualquer jogo resenhado na revista no ano anterior. Thomas da IGN afirmou que Sonic 3 "completou a trilogia como o melhor de todos." Whitehead, no entanto, considerou Sonic & Knuckles superior.
Alguns críticos sentiram que Sonic 3 tinha inovado muito pouco em relação aos jogos anteriores do Sonic. Humphreys da Hyper viu apenas "alguns novos recursos", enquanto a Sega Power disse que ele não era "tão diferente" e o repórter da Nintendo Life Damien McFerran disse que "não há muitos novos elementos aqui para ser brutalmente franco ". Provo afirmou que a adição mais importante do jogo foi o seu sistema de defesa. No entanto, ele e a Electronic Gaming Monthly disseram que também gostaram mais dos novos power-ups. Muitos aspectos do nível de design do jogo foram elogiados pela Electronic Gaming Monthly e a Sega Power, como as fases longas do jogo, as áreas secretas, design de níveis muito menos linear, e dificuldade. A Mean Machines também concordou, descrevendo o jogo como "um passeio de montanha-russa do início ao fim" e listando Carnival Night como o seu nível favorito, que eles descreveram como "provavelmente a parte mais divertida da programação de jogos na história do Mega Drive". Humphreys e Mean Machines sentiram que o jogo era demasiado curto, mas eles e a Sega Magazine acharam que seu modo de dois jogadores e a coleta das esmeraldas iriam prolongar significativamente a vida útil do título. Por outro lado, Whitehead disse que o tamanho grande dos cenários iria manter os jogadores suficientemente absortos. A Sega Magazine também elogiou a possibilidade de se jogar como Knuckles no modo para dois jogadores.
Os visuais foram muito bem recebidos. Humphreys descreveu Sonic 3 como "um dos jogos mais bonitos que há" e cheio de "novos truques visuais chamativos", destacando  a ascensão de Sonic por tubos e vias em espiral como particularmente inventiva. A Sega Magazine exclamou que seus gráficos eram "brilhantes" mesmo para um título do Sonic, enquanto Provo elogiou os cenários "elaborados". A Mean Machines pensou da mesma forma, dando um elogio especial para rolagem rápida da câmera, a diversidade dos temas nível, e a estética geral "mais detalhada". Thomas e Provo apreciaram especialmente  o uso de cutscenes sem palavras para criar uma história coerente e ligar as zonas tematicamente. McFerran, no entanto, sentiu que o visual foi depreciado, particularmente o sprite do Sonic "dumpier" e "as infames texturas 'pontilhadas'".
Os efeitos sonoros e música também foram bem recebidos, embora um pouco menos do que o visual. A Sega Magazine descreveu-o como "brilhante" e "muito superior" ao Sonic 2. A Mean Machines afirmou que todos os níveis tinham "grande tunes "e efeitos sonoros e, particularmente, elogiou o acabamento musical do jogo. No entanto, Humphreys descreveu o som como "Sonicky ... com a ênfase na 'nojento'"; ele também achou as trilhas sonoras surpreendentemente similares a dos dois primeiros jogos do Sonic '.  Thomas disse que a música era "impressionante", mas não é bem a par com Sonic 2.
O jogo já vendeu 1,02 milhões de cópias no Mega Drive em Dezembro de 2007. Enquanto as vendas do Sonic 1 foram estimadas em 15 milhões e do Sonic 2 em 6 milhões, Sonic 3, ao contrário destes dois, não foi incluído com o console Genesis. No entanto, Sonic 3 ainda é classificado como um dos jogos mais vendidos do Mega Drive de todos os tempos. A revista Mega classificou como o quinto melhor jogo do Genesis já visto em Novembro de 1994. Em 2014, A GamesRadar classificou Sonic 3 & Knuckles como o sétimo melhor jogo do Genesis; Jeremy Parish da US Gamer classificou como o oitavo título combinado em uma lista semelhante em 2013.